# Chengdu Blades
Die Chengdu Blades (auch Chengdu Sheffield United F.C.) waren ein Fußballverein aus Chengdu in China. Der Verein spielte bis 2011 in der höchsten Liga des Landes, der Chinese Super League. 2006 ging der Verein in den Besitz des englischen Zweitligisten Sheffield United über, woher auch die Ähnlichkeit der Vereinswappen kommt. Die Heimspiele trugen die Chengdu Blades im Chengdu-Sports-Center-Stadion aus.
2015 wurde der Verein aufgelöst.

## Vereinsgeschichte

### Gründung
Gegründet wurde der Verein im Jahr 1996 als Chengdu Wuniu. Der Verein startete 1996 in der dritten Liga Chinas. Bereits im ersten Jahr erreichte der Verein die Play-offs um den Aufstieg in die 2. Liga, scheiterte aber letztendlich im Halbfinale. 1997 erreichte der Klub das Finale der Play-offs und stieg in die 2. Liga auf. Als Aufsteiger konnte die Saison auf Platz 8 beendet werden. Auch im Folgejahr landete man am Ende im Mittelfeld der Liga.

### Der Manipulationsskandal
In der Saison 2001 war der Verein in einen Manipulationsskandal verwickelt. Es ging dabei um Spiele des 21. und 22. Spieltages, welches die beiden letzten der Saison waren. In dem Spiel des 21. Spieltages gewann Chengdu mit 11:2 gegen Mianyang und am 22. Spieltag mit 4:2 gegen Jiangsu. Wie sich im Nachhinein herausstellte, waren beide Spiele manipuliert worden. Als Folge wurden alle Spieler und Trainer der involvierten Mannschaften mit einem Jahr Sperre belegt. Des Weiteren mussten die betroffenen Vereine innerhalb von drei Monaten die Strukturen des Vereins reformieren und eine Lizenz beantragen, um im Folgejahr an den Wettbewerben der Chinese Football Association teilnehmen zu dürfen. Als Folge des Skandals benannte sich der Verein 2002 in Chengdu Taihe um. Die Saison 2002 wurde im unteren Mittelfeld beendet. Auch ein Umzug nach Luzhou ins City Stadion während der Saison hatte nicht den erwünschten Effekt. 2003 wurde der Verein aufgrund wechselnder Eigentümer in Chengdu Wuniu – Five Bulls umbenannt. Bis 2005 spielte die Mannschaft in verschiedenen Stadien. Erst dann kehrte man an die alte Stätte, dem Chengdu-Sports-Center-Stadion für eine ganze Saison zurück. Die schlechten Ergebnisse der letzten Jahre setzten sich auch in dieser Saison fort und am Ende der Saison belegte der Verein Platz elf der Liga.

### Aufstieg in die CSL
Im Jahr 2006 wurde der Verein von Sheffield United aufgekauft. Der Verein wurde in Chengdu Blades umbenannt. Dabei reflektiert das Blades im Vereinsnamen den Spitznamen des Sheffield United. Die Mannschaft schien dies zu motivieren, denn am Ende der Saison 2006 wurde mit Platz vier das zweitbeste Saisonergebnis seit dem Aufstieg in die 2. Liga verzeichnet. Ein Jahr später folgte nach einem 2. Platz der lang ersehnte Aufstieg in die Chinese Super League.
Die Blades bestritten als Aufsteiger das Eröffnungsspiel der Chinese Super League Saison 2008. Gegner war Liaoning Hongyun und das Spiel wurde landesweit im chinesischen Fernsehen übertragen. Im Mai 2008 war die Region vom Erdbeben in Sichuan betroffen. Sowohl die Verantwortlichen des Vereins als auch die Spieler gingen zur Blutspende um den Opfern des Bebens zu helfen. Die Spieler des Vereins besuchten auch betroffene Schulen. Der Verein spendete zudem ca. 11.000 Pfund zusammen mit Zelten, Wasser, Essen und Kleidung. Am Ende der Saison 2008 landete man auf Platz 13. Dies reichte, um die Klasse zu halten. Seit 2008 spielt die Nachwuchsmannschaft des Vereins unter dem Namen Sheffield United Hongkong in der Hong Kong First Division League.
Im Februar 2010 wurde der Klub zum Zwangsabstieg in die 2. Liga verurteilt, nachdem bekannt geworden war, dass man sich in der Aufstiegssaison 2007 durch Geldzahlungen Siege erkauft hatte.

## Vereinserfolge

### National
- 2. Liga

Aufstieg 2007

## Logohistorie

1996–2001 Chengdu Wuniu
2002 Chengdu Taihe
2003–2006 Chengdu Five Bulls